# Bougouni
Bougouni è un comune urbano del Mali, capoluogo del circondario omonimo, nella regione di Sikasso.